# Буниатян, Николай Гаврилович
Буниатя́н (Буниа́тов) Никола́й Гаври́лович (арм. Նիկողայոս Բունիաթյան, 24 августа [5 сентября] 1878, 24 августа 1878 или 7 сентября 1884, Тифлис — 13 декабря 1943, Москва) — советский архитектор, исследователь древней армянской архитектуры.

## Биография

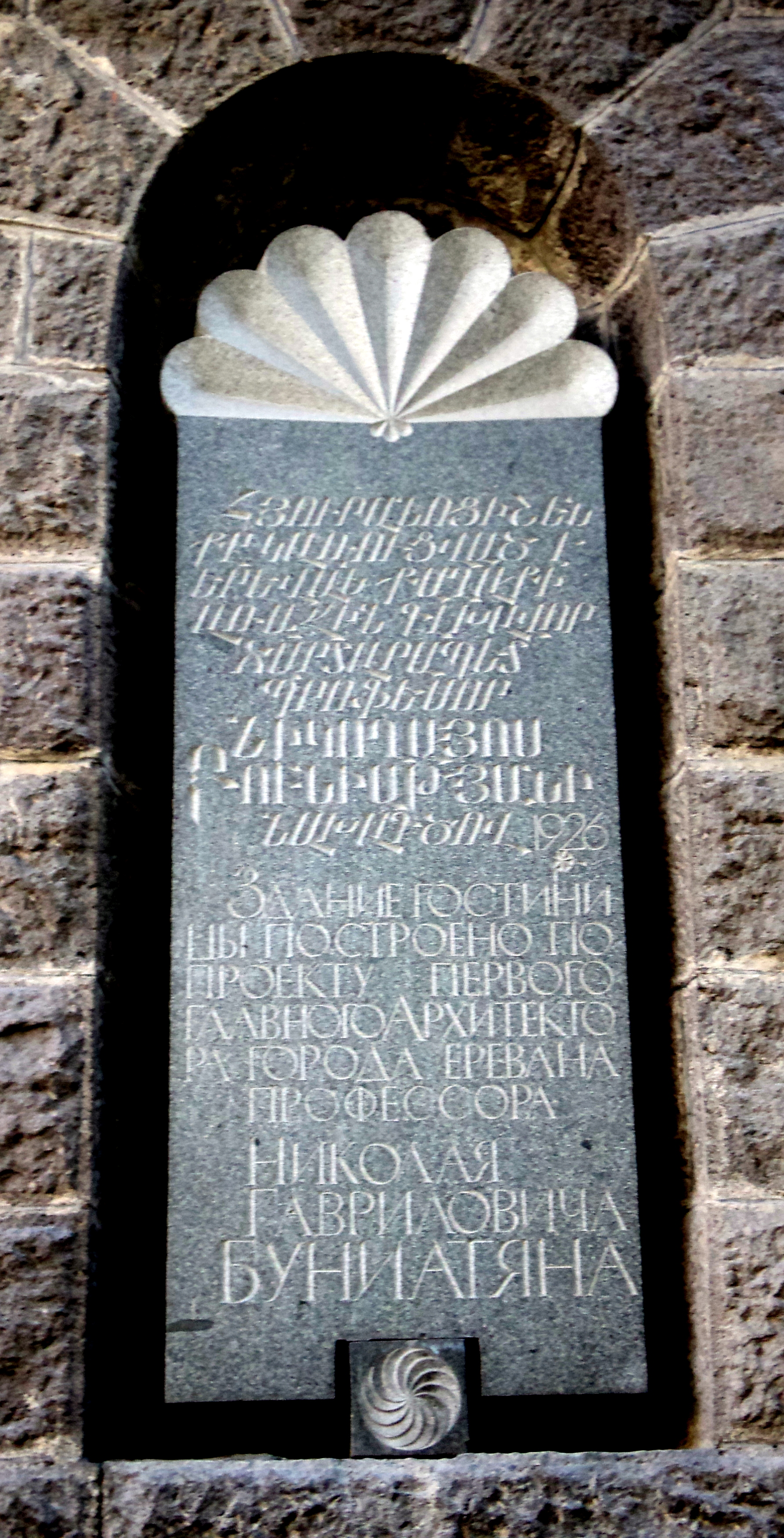
Мемориальная доска в Ереване. Ул. Абовяна, 14

Учился в реальном училище в Баку, Одесском художественном училище.
Окончил Высшее художественное училище при Императорской Академии художеств (1914). Ещё студентом по рекомендации П. П. Покрышкина, В. В. Суслова и А. В. Щусева был приглашён к участию в работе по изучению памятников древнерусского зодчества, в 1911—1912 годах, командированный Петербургской археологической комиссией и Академией художеств в Новоладожский уезд, проводил обследование и обмеры культовых памятников русского деревянного и каменного зодчества XV—XVII веков, в 1912—1913 годах выполнил обмеры церкви Архангела Гавриила (Меншиковой башни) в Москве.
В 1914 году был привлечён академиком Н. Я. Марром к работам по изучению древнеармянских памятников, в течение двух лет исследовал памятники архитектуры Ани и окрестностях, а также храма огнепоклонников Атешгях в Сураханах близ Баку.
С 1917 по 1924 год работал в Москве, архитектор Управления Московско-Казанской железной дороги, производитель работ рабочего поселка на станции Кратово. С 1922 года — старший производитель работ на Первой Всероссийской сельскохозяйственной выставке, сотрудничал с главным архитектором выставки И. В. Жолтовским, по собственным проектам возвёл ряд павильонов, в том числе первый, деревянный, павильон Армянской ССР. Преподавал в Московском институте гражданских инженеров, на архитектурном факультете ВХУТЕМАСа.
В 1924—1938 годах — главный архитектор Еревана. Преподавал (1924—38) на архитектурном отделении технического факультета Ереванского университета (с 1930 года — Ереванский политехнический институт). Один из организаторов Ереванского строительного института (1933). Один из организаторов Союза архитекторов Армении (1932).
Буниатян способствовал развитию градостроительства и разработке новых типов жилых домов в Армянской ССР, где построил около 70 жилых и общественных зданий. В своих произведениях Буниатян использовал архитектурные формы русской классики (гостиница «Ереван», 1926), обращался к традиционному армянскому зодчеству — Сельхозбанк, 1930; гостиница «Севан», 1939; жилой комплекс на проспекте Ленина (ныне — проспект Маштоца), 2-я половина 1930-х гг., все в Ереване.
В 1938 году был репрессирован, но в 1939 году обвинения были сняты.
С 1939 по 1943 год снова работал в Москве, в Академии архитектуры СССР.